# Сочинение (учебное)
Сочинение — вид письменной школьной работы, представляющий изложение своих мыслей и чувств по заданной теме.
Такая методика существует для закрепления и лучшего осмысления материала.
B учебном процессе чаще всего используются сочинения по литературе (сочинения по тексту), сочинения-миниатюры, сочинения-рассуждения (эссе) на заданные темы (например, «Как я провёл лето», «Каким я хочу быть»), сочинения по картине, сочинения-описания (например, какой-то личности).
Традиционно выпускной экзамен по русскому языку и литературе в средних учебных заведениях Российской империи, затем СССР и Российской Федерации проводился в виде сочинения на литературную тему. Однако после введения ЕГЭ важной его частью стало итоговое сочинение[стиль]. А именно, теперь школьникам предлагается выполнить задание C1 — написать эссе по приведенному литературному или публицистическому отрывку.